# El Muey
El Muey är en ort i Mexiko.   Den ligger i kommunen El Salto och delstaten Jalisco, i den centrala delen av landet, 400 km väster om huvudstaden Mexico City. El Muey ligger 1 524 meter över havet och antalet invånare är 1 587.
Terrängen runt El Muey är huvudsakligen platt, men österut är den kuperad. Runt El Muey är det ganska tätbefolkat, med 111 invånare per kvadratkilometer. Närmaste större samhälle är Tlaquepaque, 17,1 km norr om El Muey. Omgivningarna runt El Muey är en mosaik av jordbruksmark och naturlig växtlighet.